# Deutscher Hockey-Sportverband
Der Deutsche Hockey-Sportverband der DDR (DHSV) wurde am 8. Oktober 1948 als Sparte Hockey im Deutschen Sportausschuss gegründet. Am 1. Juni 1951 erfolgte die Umbenennung in Sektion Hockey. Die Gründung des Verbandes erfolgte am 19. April 1958 in Halle als Deutscher Hockey-Verband, die Umbenennung in Deutscher Hockey-Sportverband am 11. Juli 1959. Der DHSV löste sich am 3. November 1990 auf: die neu gebildeten Landesverbände für Brandenburg, Mecklenburg-Vorpommern, Sachsen, Sachsen-Anhalt und Thüringen traten mit ihren Vereinen dem Deutschen Hockey-Bund bei. Die Ostberliner Vereine waren bereits zuvor dem Berliner Hockey-Verband beigetreten.

## Internationale Anerkennung
Die Sektion Hockey stellte 1952 erstmals einen Aufnahmeantrag in den Welthockeyverband (FIH), der jedoch auf dem Kongress in Helsinki mit 7:8 Stimmen abgelehnt wurde; die Sektion wurde aber als provisorisches Mitglied in die FIH aufgenommen. Ein weiterer Antrag wurde im Jahre 1954 beim FIH-Kongress in Brüssel ebenfalls mit 7:8 Stimmen abgelehnt.
Erst nachdem am 23. Juni 1955 das NOK der DDR auf der IOC-Session in Paris anerkannt worden war und bereits 25 Sektionen der DDR von internationalen Verbänden als Vollmitglied aufgenommen worden waren, wurde am 1. Dezember 1956 auf dem Kongress, den die FIH anlässlich der XVI. Olympischen Spiele in Melbourne abhielt, auch die Sektion Hockey der DDR als vollgültiges Mitglied in die FIH aufgenommen. Auf diesem Kongress wurden u. a. auch die UdSSR und Kuba als Vollmitglieder der FIH bestätigt.
An der Gründung der European Hockey Federation am 3. Mai 1969 in Cardiff wirkte der DHSV entscheidend mit und wurde mit der Ausrichtung der ersten Europameisterschaft der Herren 1970 beauftragt. Auf Bitten des FIH-Präsidenten René Franck und des EHF-Präsidenten Pablo Negre verzichtete der DHSV jedoch zugunsten Belgiens.

## Deutsch-deutsche Hockeyspiele

Die Olympiaflagge der gesamtdeutschen Mannschaften von 1960 und 1964, sowie beider deutschen Mannschaften 1968

Es gab nur ein einziges offizielles Hockey-Länderspiel zwischen der Bundesrepublik Deutschland und der Deutschen Demokratischen Republik. Es fand bei den Olympischen Spielen 1968 in Mexiko am 17. Oktober unter der gemeinsamen Fahne statt, Schwarz-Rot-Gold mit den olympischen Ringen, und wurde von der BRD mit 3:2 gewonnen.
Zu den Olympischen Spielen von 1956 bis 1964 trat Deutschland mit einer gemeinsamen Mannschaft an, nicht aber mit einer gemeinsamen Hockeymannschaft. Für Melbourne 1956 verzichtete der DHSV und beide Hockeyverbände schlugen das DHB-Team als Teilnehmer vor.  Für Rom 1960 und Tokio 1964 wurden Ausscheidungsspiele mit Hin- und Rückspiel angesetzt. In beiden Fällen wurde eine zweite Runde erforderlich, da jedes Team ein Spiel der ersten Runde gewonnen hatte. 1960 stellte der DHB, 1964 der DHSV die Hockeymannschaft.
| Rom 1960 | Rom 1960       | Rom 1960 | Rom 1960  | Rom 1960 |
| Lfd.     | Datum          | Ort      | Spiel     | Ergebnis |
| -------- | -------------- | -------- | --------- | -------- |
| 1        | 24. April 1960 | Köln     | BRD – DDR | 3 : 0    |
| 2        | 30. April 1960 | Jena     | DDR – BRD | 4 : 1    |
| 3        | 26. Mai 1960   | Köln     | BRD – DDR | 0 : 0    |
| 4        | 5. Juni 1960   | Jena     | DDR – BRD | 0 : 3    |

| Tokio 1964 | Tokio 1964     | Tokio 1964 | Tokio 1964 | Tokio 1964 |
| Lfd.       | Datum          | Ort        | Spiel      | Ergebnis   |
| ---------- | -------------- | ---------- | ---------- | ---------- |
| 1          | 31. Mai 1964   | Berlin     | BRD – DDR  | 4 : 2      |
| 2          | 14. Juni 1964  | Jena       | DDR – BRD  | 1 : 0      |
| 3          | 1. Juli 1964   | Jena       | DDR – BRD  | 4 : 2      |
| 4          | 30. April 1960 | Berlin     | BRD – DDR  | 2 : 2      |

## Leiter und Präsidenten
Leiter der Sparte Hockey:
- 1948 – 50 Reinhold Dewitz (Berlin)
- 1950 – 51 Erich Neumann (Berlin)

Präsidenten der Sektion Hockey und des DHSV:
- 1951 - 53 Karl Pawelke (Berlin)
- 1954 - 57 Willi Henkel (Weimar)
- 1957 - 68 Fritz Staake (Magdeburg)
- 1968 - 90 Willi Henkel (Weimar)
- 1990 - 90 Dr. Günther Conradi (Leipzig)

## Verbandstage des DHSV
- 1. Verbandstag am 19. April 1958 in Halle
- 2. Verbandstag am 25./26. März 1961 in Leipzig
- 3. Verbandstag am 7. Mai 1966 in Leipzig
- 4. Verbandstag am 11. April 1970 in Köthen
- 5. Verbandstag am 30. März 1974 in Leuna
- 6. Verbandstag am 15. April 1978 in Borna
- 7. Verbandstag am 7. und 8. April 1984 in Görlitz
- 8. Verbandstag am 5. Mai 1990 in Berlin-Grünau
- 9. Außerordentlicher Verbandstag am 13. Oktober 1990 in Leipzig beschließt die Auflösung des DHSV zum 3. November 1990.

## Gründung der neuen Landesverbände im Gebiet des DHSV und Beitritt zum Deutschen Hockey-Bund (DHB)
- 23. Mai 1990: Gründung des Berliner Hockey-Sportverbandes (BHSV) als Nachfolge Organisation des Ostberliner Bezirksfachausschuss (BFA) Hockey.
- 4. Oktober 1990 und 15. Oktober 1990:  die außerordentliche Mitgliederversammlung des BHSV beschließt mit Wirkung vom 14. Oktober 1990 die Auflösung des BHSV. Am 15. Oktober 1990 treten die Ostberliner Hockeyvereine dem Berliner Hockey-Verband (BHV) bei und sind damit zugleich Mitglied im DHB.
- 11. Juli 1990: Thüringer Hockey-Sportverband – erster Präsident: Klaus-Dieter (Charly) Wowra aus Erfurt
- 29. Juli 1990: Sächsischer Hockeyverband – erster Präsident Heinz Endepols aus Leipzig
- 15. September 1990: Brandenburgischer Hockey-Sportverband – erster Präsident Jürgen Leutz aus Potsdam
- 15. September 1990: Hockey-Verband Sachsen-Anhalt – erster Präsident Eberhard Klotz aus Leuna
- 1990: Hockey-Verband Mecklenburg-Vorpommern – erster Präsident Günther Lepsow aus Plau
- 3. November 1990: Außerordentlicher Bundestag des DHB in Hürth beschließt einstimmig, die fünf neuen ostdeutschen Landeshockeyverbände in den DHB aufzunehmen.